# 大牟田郵便局
大牟田郵便局（おおむたゆうびんきょく）とは、福岡県大牟田市にある郵便局である。民営化前の分類では集配普通郵便局であった。

## 概要
住所：〒836-8799 福岡県大牟田市不知火町1-4-7

### 分室
分室はなし。かつて存在した分室は以下のとおり。
- 保険分室 - 1947年（昭和22年）に廃止。

## 沿革
- 1874年（明治7年）12月18日 - 大牟田郵便取扱所として開設[1]。
- 1875年（明治8年）1月1日 - 大牟田郵便局（五等）となる。
- 1885年（明治18年）6月16日 - 貯金取扱を開始。
- 1888年（明治21年）5月16日 - 為替取扱を開始。
- 1892年（明治25年）3月25日 - 大牟田郵便電信局となる。
- 1903年（明治36年）4月1日 - 通信官署官制の施行に伴い大牟田郵便局となる。
- 1947年（昭和22年）6月7日 - 保険分室を廃止[2]。
- 1956年（昭和31年）10月11日 - 電話通話および和文電報受付事務の取扱を開始。
- 1965年（昭和40年）9月 - 局舎新築落成。
- 1991年（平成3年）10月1日 - 外国通貨の両替および旅行小切手の売買に関する業務取扱を開始。
- 2007年（平成19年）10月1日 - 民営化に伴い、併設された郵便事業大牟田支店に一部業務を移管。
- 2012年（平成24年）10月1日 - 日本郵便株式会社発足に伴い、郵便事業大牟田支店を大牟田郵便局に統合。
- 2016年（平成28年）9月12日 - 三池郵便局から集配業務を移管[3]。

## 取扱内容
- 郵便、印紙、ゆうパック、内容証明
- 貯金、為替、振替、振込、国際送金、外貨両替・トラベラーズチェック、国債、投資信託
- 生命保険、バイク自賠責保険
- ゆうちょ銀行ATM
- 大牟田市内の集配業務
- ゆうゆう窓口

## 周辺
- 大牟田市役所
- 大牟田駅
- 大牟田文化会館
- 大牟田市立大牟田中央小学校

## アクセス
- JR鹿児島本線、西鉄天神大牟田線 大牟田駅から徒歩約5分
- 西鉄バス 大牟田駅前停留所下車
- 九州自動車道 南関ICから南西へ約12km
- 国道208号大牟田駅前交差点より東へ約50m
- 駐車場あり：30台